# جاك تايلور (لاعب كرة قاعدة)
جاك تايلور (بالإنجليزية: Jack Taylor)‏ هو لاعب كرة قاعدة أمريكي، ولد في 14 يناير 1874 في نيو سترايتسفيل في الولايات المتحدة، وتوفي في 4 مارس 1938 في كولومبوس في الولايات المتحدة.

## وصلات خارجية
- جاك تايلور على موقعبيزبول رفرنس.كوم (الدوري الرئيسي) (الإنجليزية)
- جاك تايلور على موقعبيزبول رفرنس.كوم (الدوري الثانوي) (الإنجليزية)